# Twierdza Pietropawłowska
Twierdza Pietropawłowska (również Twierdza Petropawłowska, ros. Петропавловская крепость, Pietropawłowskaja kriepost´) – twierdza w Petersburgu, najstarsza budowla w mieście, założona przez Piotra I Wielkiego w 1703 roku na Wyspie Zajęczej. Miała służyć do obrony przed Szwedami.

## Opis
Twierdza składała się z 6 bastionów, dwóch rawelinów oraz baszty. W murach znajdują się dwie bramy: Piotrowska oraz Newska. Wewnątrz twierdzy umieszczono sobór Świętych Piotra i Pawła (wybudowany w latach 1712–1733), który wieńczy 122-metrowa iglica. W soborze znajdują się krypty rosyjskich monarchów, m.in. Aleksandra II oraz Mikołaja II (pochowany w 1998 roku).

## Historia
Car Piotr I Wielki założył Twierdzę Pietropawłowską oraz miasto Sankt Petersburg na miejscu szwedzkiego miasta Nyen.
Twierdza Pietropawłowska odgrywała rolę więzienia politycznego do 1917 roku. Więziono tu Tadeusza Kościuszkę (w Domu Komendanta), Seweryna Krzyżanowskiego, Juliana Ursyna Niemcewicza, Fiodora Dostojewskiego, Michaiła Bakunina, Maksyma Gorkiego, Piotra Kropotkina, Lwa Trockiego, Jana Kilińskiego, Mateusza Manterysa oraz Aleksandra Uljanowa, brata Włodzimierza Lenina.
W październiku 1917 roku garnizon twierdzy przyłączył się do rewolucjonistów (zob. rewolucja październikowa) i umożliwił wydanie 100 tys. karabinów robotnikom.